# Fotovoltaikus napelemek fényvisszaverése
Egyre szélesebb körben használnak fotovoltaikus (PV) berendezéseket mind háztartási méretű kiserőművek, mind közepes és nagy teljesítményű naperőművek formájában, minek kapcsán felmerült a kérdés, hogy a fotovoltaikus napelemek fényvisszaverése hatással van-e a környezetre, tekinthetők-e a napelemek fényszennyező forrásnak. A PV napelemek a fényt közvetlenül elektromos energiává konvertálják félvezető segítségével. A fotovoltaikus szó a görög φῶς (phōs), "fény", valamint a "volt", az elektromos erő mértékegységéből származik, melyet egyébként Alessandro Volta olasz fizikusról neveztek el.

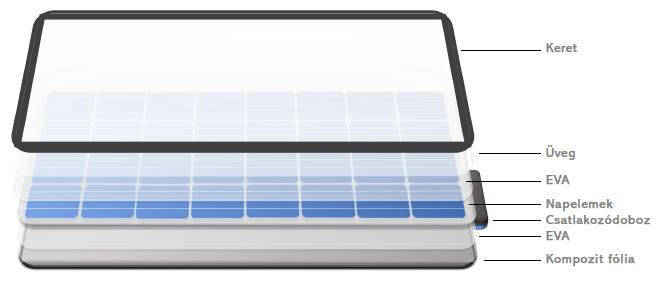
Kristályos szilícium napelemek általános felépítése (Keret, Üveg, EVA= etil-vinil-akrilát, Napelemek, Csatlakozódoboz, EVA, Kompozit fólia).

## Napelem felépítése és működése

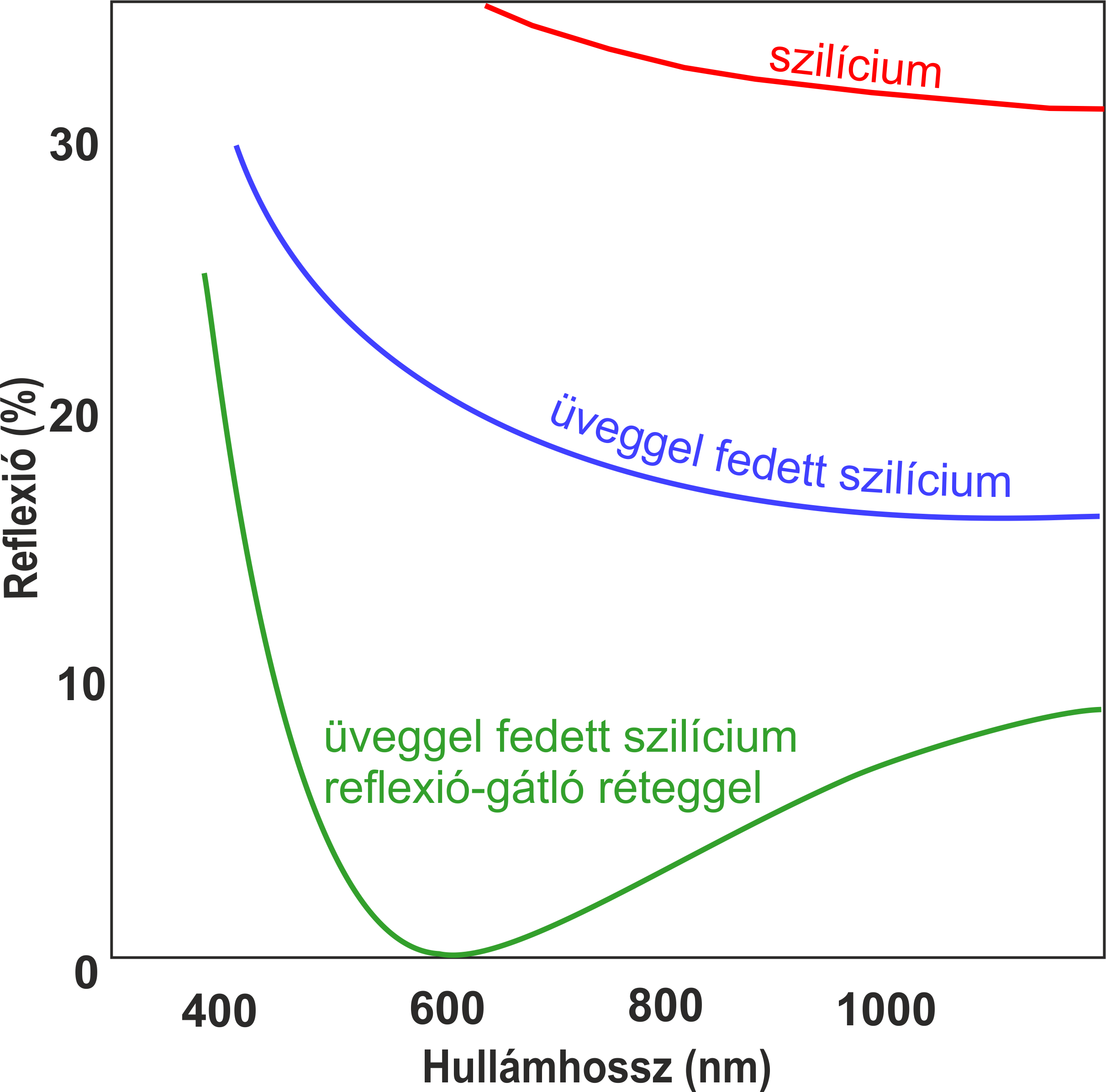
Szilícium cella (piros), üveggel bevont szilícium cella (kék) és az üveg alatt reflexió-gátló réteggel bevont cella fényvisszaverő képessége (zöld) a hullámhossz függvényében. Az ARC jelentősen csökkenti a visszaverő képességet, a 600 nm hullámhosszal bíró fény esetében a visszaverés mértéke a nullát közelíti.

Az elmúlt évszázadban számos napelem típus készült, melyek felépítése változott, új anyagokat használtak fel a hatásfok és megbízhatóság növelése, továbbá a bekerülési költség csökkentése érdekében. A legnagyobb hatékonysággal működők a kristályos szilícium napelemek, mely típust 1954 óta gyártják sorosan kötve, üveg előlap és műanyag hátlap közé laminálva.
A napelem hatásfoka azt fejezi ki, hogy a beérkező napenergia hány százalékát sikerül elektromos energiává alakítani. Így ezt a paramétert többek között a beérkező fotonok, tehát az elnyelt fény mennyisége befolyásolja, így az egyébként fényes felületű panelek fényvisszaverését minimalizálni kell. Ez a megfelelő szög beállításával, illetve speciális mikrostruktúrával és bevonattal történik.
Ahhoz, hogy maximális mennyiségű foton érkezzen a szilícium cellákra, a napelemeket a nappal szembe, merőleges állásba kell fordítani. Napkövető technológia segítségével a legnagyobb mértékű a fotonbefogás lehetősége. A gyakrabban alkalmazott fix napelemek esetében azok irányát és dőlésszögét a nap járásához mérten optimalizálják (ez Magyarországon például déli tájolás esetén 15-30° között van).
A fényelnyelést a felület minősége szintén befolyásolja. A sima, fényes felületeken nagyobb a visszaverődés, viszont texturálással, a felületek marásával csökkenthető a visszavert fénymennyiség.
Fényvisszaverődés-gátló bevonatnak (angolul anti-reflective coating, ARC) a napból érkező fény visszaverődésének, illetve fénytörésnek megelőzése a feladata. Ezt az üvegborítás alá, a cella felszínére és/vagy az üveglap felszínére helyezik különböző eljárásokkal (például fizikai gőzöléssel, vegyi gőzöléssel, termikus permetezéssel, diffúzióval vagy lézer segítségével), egy vagy több rétegben. ARC alkalmazásával 30%-ról akár 1,4%-ra csökkenthető a fényvisszaverés, így a cellák hatásfoka 37,76%-ra is emelkedhet, ugyanis a reflektancia index a védő üvegre vonatkozóan 1,52, a szilícium cellára 4,71, ezzel szemben az AR rétegeké a nullát közelíti. Ezentúl a rétegek ellenállóak az időjárási tényezőkkel és a hőmérsékletváltozásokkal szemben. 
Ki kell azonban azt is hangsúlyozni, hogy mindez hullámhossz függő: a 0%-os visszaverést, így a 100%-os elnyelést a 450-625 nm-es tartományba eső hullámok közelítik, azonban az egyéb hullámhosszak esetében is meglehetősen hatékonyan működnek ezek a speciális bevonatok. Mindez jól kiegészíti a szilícium felület azon tulajdonságát, hogy az említett hullámhosszú sugarakat nagyobb intenzitással veri vissza.

## A visszavert fény jellemzői[10]

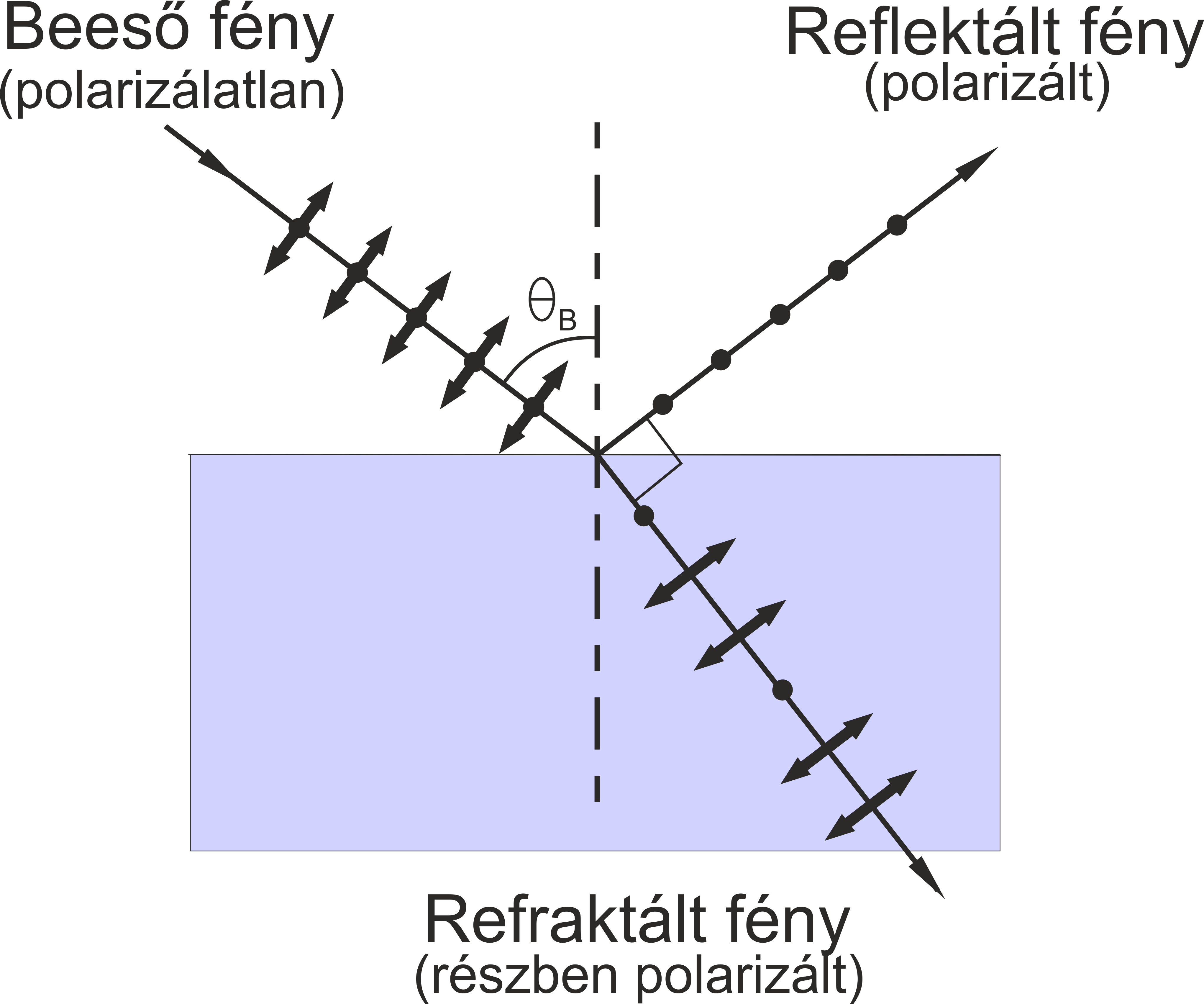
Brewster törvénye a polarizációs szögnél

A természetes fény hullámtermészetét tekintve elektromágneses hullám, melyből adódóan transzverzális, tehát rezgése a terjedés irányára merőleges. A transzverzális hullámok polarizálhatóak, melynek lényege, hogy a hullámok csak egy meghatározott irányban, síkban rezegnek. Az olyan fényt, amelynek rezgései egyetlen irányba esnek lineárisan poláros vagy síkban poláros fénynek nevezzük, ekkor a kitérés mértéke és előjele változhat. Ha a rezgés síkja forog a hullám haladásával és a kitérés mértéke változatlan, akkor cirkuláris a polarizáció, míg a kettő átmenetét elliptikusnak nevezzük.
A természetes fény polarizálatlan, amiből polarizáltat kapunk, ha polárszűrőn engedjük át, például polarizált napszemüvegen vagy fényképezőgép polárszűrőjén. Ezenfelül polarizált fényt visszaveréssel is létre lehet hozni. A dielektrikum felületeknél – pl. üveg – speciális esetben, egy bizonyos szögben beeső sugárzás esetében teljesen síkpolarizált a visszavert fény, mégpedig akkor, ha a visszavert és a megtört fénysugár pontosan 90°-os szöget zár be. Ennek felismerésével leírhatóvá vált a polarizáció törésmutatóval való kifejezése, amit David Brewster után Brewster-törvénynek nevezünk:
tgε=n,
ahol n a közeg (dielektrikum) törésmutatója; ε pedig a fény beesési szöge.

## Lehetséges ökológiai hatás
A természetben a víz és a vízgőz polarizálja a természetes fényt, ami néhány (jellemzően vízhez kötődő) rovar esetében útmutató jel lehet, így a mesterségesen polarizált fény befolyásolhatja egyes fajok migrációját. Ez a jelenség olyan mesterséges felületek, mint az aszfalt vagy az üveg esetében már ismert.
Az említett példákkal ellentétben a fotovoltaikus napelemparkokban végzett ökológiai megfigyelések azonban ezidáig nem támasztották alá, hogy a napelem panelek esetében is megfigyelhető lenne ez a jelenség. Az ökológiai megfigyelések eddigi eredményei alapvetően éppen ellenkező eredményre jutottak, azaz a napelemparkok pozitív hatással vannak a biodiverzitásra, különösen a rovarokra. A napelemparkokban kialakuló természetközeli gyep zavartalan és gazdag élőhelyet biztosít számos rovarfajnak, így azok egyedszáma és fajdiverzitása szignifikánsan nőhet. Rovarok pusztulása a napelem paneleken nem volt megfigyelhető.
A napelem panelek alapvetően – az aszfalttal szemben – arra lettek tervezve, hogy a fényt minél nagyobb arányban elnyeljék és aktívan hasznosítsák, ezáltal a lehető legkisebb mértékben verjék vissza. A jelenleg forgalomban lévő fotovoltaikus napelemek már csupán nagyon kis százalékban (~1,4 - 0%) verik vissza a napfény emberi szem számára látható tartományát.